# Инвойс
Инво́йс (англ. invoice) — в международной коммерческой практике документ, предоставляемый продавцом покупателю и содержащий перечень товаров и услуг, их количество и цену, по которой они поставлены покупателю, формальные особенности товара, обработку и условия поставки, налоговые сборы и сведения об отправителе и получателе.
Важный элемент внутреннего контроля бухгалтерского учёта. Расходы по счёту должны быть одобрены ответственным руководящим персоналом. Инвойсу присваивается уникальный идентификатор — номер документа. Инвойс может быть выписан в бумажном или электронном виде.

## Европейский союз
В Европейском союзе выставление налоговых счетов регламентирует директива ЕС 2006/112/EC и региональное законодательство стран — участниц ЕС. В директиве 2006/112/EC указаны особые требования к выставлению инвойса, такие как указание НДС номера участников сделки. Для использования электронных инвойсов требуется согласие получателя товара. Инвойс может быть подписан европейской электронной подписью, регламентируемой директивой 1999/93/EC, артикль 2.

### Германия
В Германии для определения налогового счёта используют термин Rechnung. Гражданский кодекс Германии определяет Rechnung как структурированный перечень требований за услуги или поставку товара. Rechnung позволяет поставщику предъявлять коммерческие требования покупателю.

### Латвия
В Латвии используют термин «оправдательный документ». Оправдательный документ содержит информацию о хозяйственной сделке, а также ряд обязательных реквизитов. В основе записей регистров бухгалтерского учёта лежит товарная накладная-счёт – продавец за проданный товар проводит выручку и дебиторскую задолженность покупателя, а покупатель в размере суммы полученного товара увеличивает запасы (или сразу проводит в расходы) и кредиторскую задолженность поставщику. Латвийское законодательство разделяет понятия «документ о доставке груза» и «налоговый счёт», но оправдательный документ может объединять оба этих документа.